# INS Shakti (A57)
La INS Shakti (A57) è un rifornitore di squadra della classe Deepak costruito da Fincantieri. La Shakti, seconda ed ultima unità della classe è stata varata il 13 febbraio 2010 e la nave è stata messa in servizio il 21 gennaio 2011.

## Progetto e descrizione

### Capacità di carico e attrezzature
I rifornitori della classe Deepak possono trasportare 17.900 t totali di carico, incluso 15.500 t di carico liquido (acqua, carburante per navi e aerei) e 500 t di carico solido (vettovaglie e munizioni). Queste navi possono inoltre ospitare 16 container sul loro ponte superiore e grazie alle moderne attrezzature di bordo, come una gru a ponte della capacità di 30 t, possono simultaneamente movimentare carichi e rifornire di carburante più navi contemporaneamente con una portata di 1500 t di carburante per ora.

Le navi di classe Deepak possono poi essere utilizzate per trasportare elicotteri e i cantieri su di esse possono ospitare altre navi della flotta.
Sulle navi è anche presente un ospedale con 8 posti letto ed un laboratorio medico comprendente strumenti a raggi X.

## Servizio

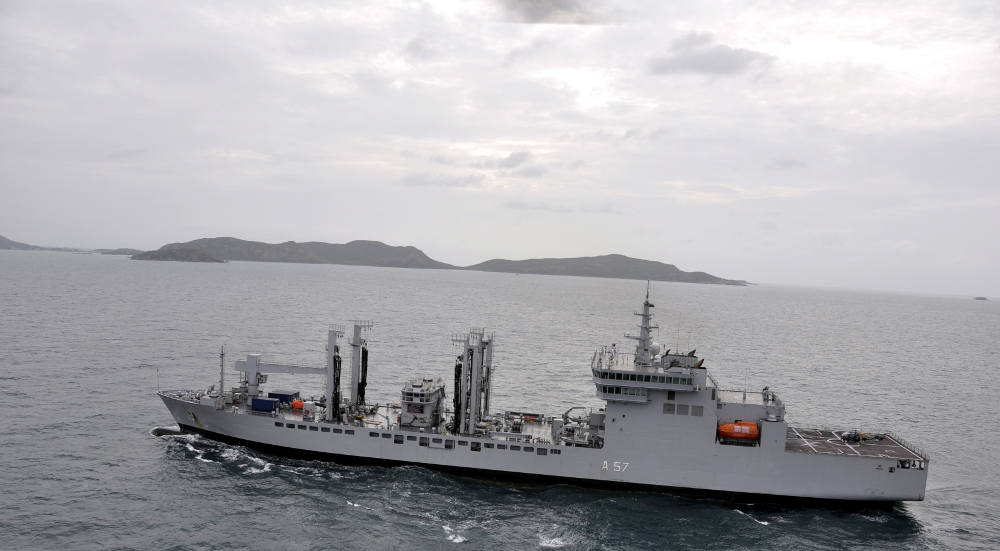
INS Shakti entra nella rada di Sattahip in Thailandia, 23 giugno 2015.

La nave ha avuto una carriera operativa fatta anche di frequenti esercitazioni congiunte con altre marine.
La Shakti ha fatto capo insieme ad altre navi della Flotta Est della marina indiana al Andaman & Nicobar Command, per addestramento nel mare delle Andamane ed in seguito si è ridislocata oltremare per addestramento con altre marine della regione, specificatamente Indonesia, Malaysia, Singapore, Cambogia, Thailandia ed Australia, come parte della politica indiana denominata Act East policy. Questa task force ha operato sotto il comando del contrammiraglio Ajendra Bahadur Singh, ufficiale di bandiera della Eastern Fleet, avente come ammiraglia la INS Satpura. Le altre navi della task force erano INS Sahyadri, le appena accettate in servizio navi antisommergibile INS Kamorta, i cacciatorpediniere INS Ranvir e INS Ranvijay e la corvetta lanciamissili INS Khukri. Le navi hanno fatto scalo a Giacarta (Indonesia), Fremantle (Australia), Kuantan (Malaysia), Sattahip (Thailand) e Sihanoukville (Cambogia). Si sono inoltre esercitate per quattro giorni con la fregata RSS Supreme ed il sommergibile RSS Archer insieme a caccia, pattugliatori aerei ed elicotteri della Marina militare di Singapore dal 24 al 27 maggio nella Simbex 2015.